# Tetropium guatemalanum
Tetropium guatemalanum är en skalbaggsart som beskrevs av Bates 1892. Tetropium guatemalanum ingår i släktet Tetropium och familjen långhorningar.
Artens utbredningsområde är Guatemala. Inga underarter finns listade i Catalogue of Life.